# Gimont
Gimont ist eine französische Kleinstadt mit 3110 Einwohnern (Stand 1. Januar 2022) im Département Gers in der Region Okzitanien. Sie gehört zum Arrondissement Auch und zum Kanton Gimone-Arrats.

## Lage
Gimont liegt 23 Kilometer östlich von Auch und etwa 50 Kilometer westlich von Toulouse. Durch das Gemeindegebiet fließen die beiden Flüsse Gimone und Marcaoue.

## Geschichte
Historisch gesehen gehört der Ort zur ehemaligen Provinz Gascogne und zur ehemaligen Vizegrafschaft Gimois, dem östlichen Teil der Region Armagnac.
Am 25. Januar 1265 wurde in einem Vertrag (acte de paréage) zwischen dem Abt der Zisterzienserabtei Planselve (→ Kloster Gimont) und Alphonse de Beaumarchais, dem Seneschall Alfons von Poitiers', dem Bruder des französischen Königs Ludwig IX. und seit 1249 Graf von Toulouse, die Gründung einer Bastide vereinbart. Die nur etwa zwei Kilometer in südwestlicher Richtung gelegene Abtei Planselve stellte das Gelände zur Verfügung und behielt sich die religiöse und finanzielle Kontrolle über die zu errichtenden Kirchen vor, während der weltliche Partner für die notwendige Anschubfinanzierung zu sorgen hatte und – nach einer Karenzzeit – auch die Steuern und Abgaben kassierte. Für den Fall der Nichtbevölkerung der Bastide wurde die Rückgabe des Grundstücks an die Abtei festgelegt.
Das Unternehmen gelang jedoch so gut, dass es im 14. Jahrhundert drei Kirchen in Gimont gab, von denen heute nur noch eine existiert, und der Ort sich auch über die Hänge des Hügels, auf welchem er sich befand, hinaus ausdehnte. Zum Erfolg der Stadt trug auch die Tatsache bei, dass Gimont an der Via Tolosana, einem der vier historischen „Wege der Jakobspilger in Frankreich“ nach Santiago de Compostela lag.
Von Zerstörungen während des Hundertjährigen Krieges (1337–1453) und der Hugenottenkriege (1562–1598) ist nichts bekannt.

## Bevölkerungsentwicklung
| Jahr                       | 1968 | 1975 | 1982 | 1990 | 1999 | 2007 | 2020 |
| Einwohner                  | 2878 | 2867 | 2950 | 2819 | 2734 | 2906 | 3008 |
| Quellen: Cassini und INSEE |      |      |      |      |      |      |      |

Bereits im ausgehenden Mittelalter war Gimont eine wichtige Stadt mit über 2000 Einwohnern.

## Wirtschaft
Das Stopfen von Gänsen (oies) und Enten (canards) war schon vor Jahrhunderten Bestandteil der landwirtschaftlichen Produktionsmethoden im Périgord und in der Gascogne. Seit dem zunehmenden Bekanntheitsgrad von Mais im 19. Jahrhundert wird diese – ursprünglich aus Mittelamerika stammende – Agrarpflanze auch bei der Tiermast eingesetzt und entsprechend häufig angebaut. Die Gänseleberpastete (pâté de foie gras) wird nur selten frisch angeboten, sondern meist in Gläsern oder Dosen konserviert. An jedem Mittwoch und an jedem Sonntag findet in Gimont ein Markt mit Produkten der Region statt.

## Sehenswürdigkeiten
- Der Baubeginn der Église Notre-Dame war im Jahr 1292; an der Fassade ist die Jahreszahl 1331 eingemeißelt – wahrscheinlich das Jahr der Fertigstellung. Es ist eine – größtenteils aus Ziegelsteinen errichtete – Kirche im Stil der südfranzösischen Gotik (gothique méridional); der oktogonale Turm wurde erst im 16. und 17. Jahrhundert erbaut und ähnelt den Kirchtürmen von Toulouse. Der einschiffige Innenraum mit seitlichen Kapellen beeindruckt durch seine Ausmaße (Breite ca. 16 Meter; Höhe ca. 18 Meter bei einer Länge von nur etwa 30 Meter). Die Ausstattung stammt größtenteils aus der während der französischen Revolution aufgelösten und zerstörten Abtei Planselve – dazu gehören der marmorne Hauptaltar, ein Triptychon (16. Jh.) und wahrscheinlich auch die Orgel.
- Der Dachstuhl der – heute als überdachter Parkplatz dienenden – Markthalle (halle) stammt noch aus dem 14. Jahrhundert; einige Balken sind jedoch im Lauf der Jahrhunderte ausgewechselt worden.
- Das Palais des évêques de Lombez ist ein sehenswerter Bau im Renaissancestil mit einem sechseckigen Treppenturm.
- Das Musée de l'Oie et du Canard bietet Informationen zur Geschichte und zur Technik der Gänse- und Entenmast.
- Das Château de Larroque aus dem Jahr 1804 ist ganz im Stil der vorrevolutionären Zeit erbaut; es steht etwa anderthalb Kilometer östlich von Gimont und wird als Hotel/Restaurant genutzt.
- Die reichausgestattete Wallfahrtskirche Chapelle Notre Dame de Cahuzac befindet sich etwa einen Kilometer nordwestlich von Gimont und gilt als verkleinertes Abbild der Stadtpfarrkirche. Ihre Entstehung (1515–1524) ist auf die wundersame Entdeckung einer Muttergottesstatue durch einen Schäfer im Jahre 1513 zurückzuführen. Die Kapelle ist eine der ältesten und bedeutendsten Wallfahrtsstätten in der Gascogne.
- Von der ehemaligen Zisterzienserabtei Planselve (Kloster Gimont) hat sich kaum etwas erhalten.

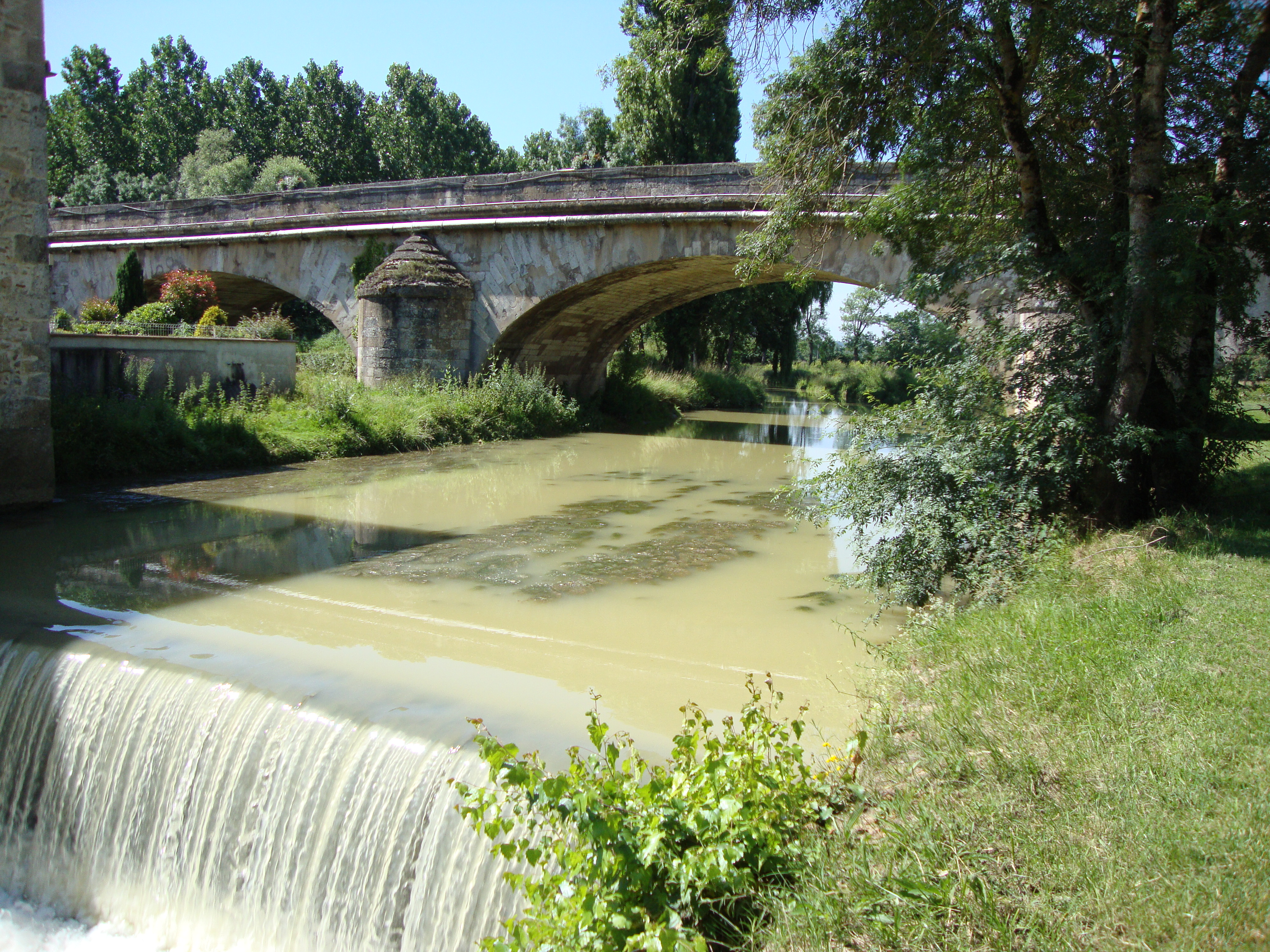
Gimont – Brücke über den Fluss Gimone
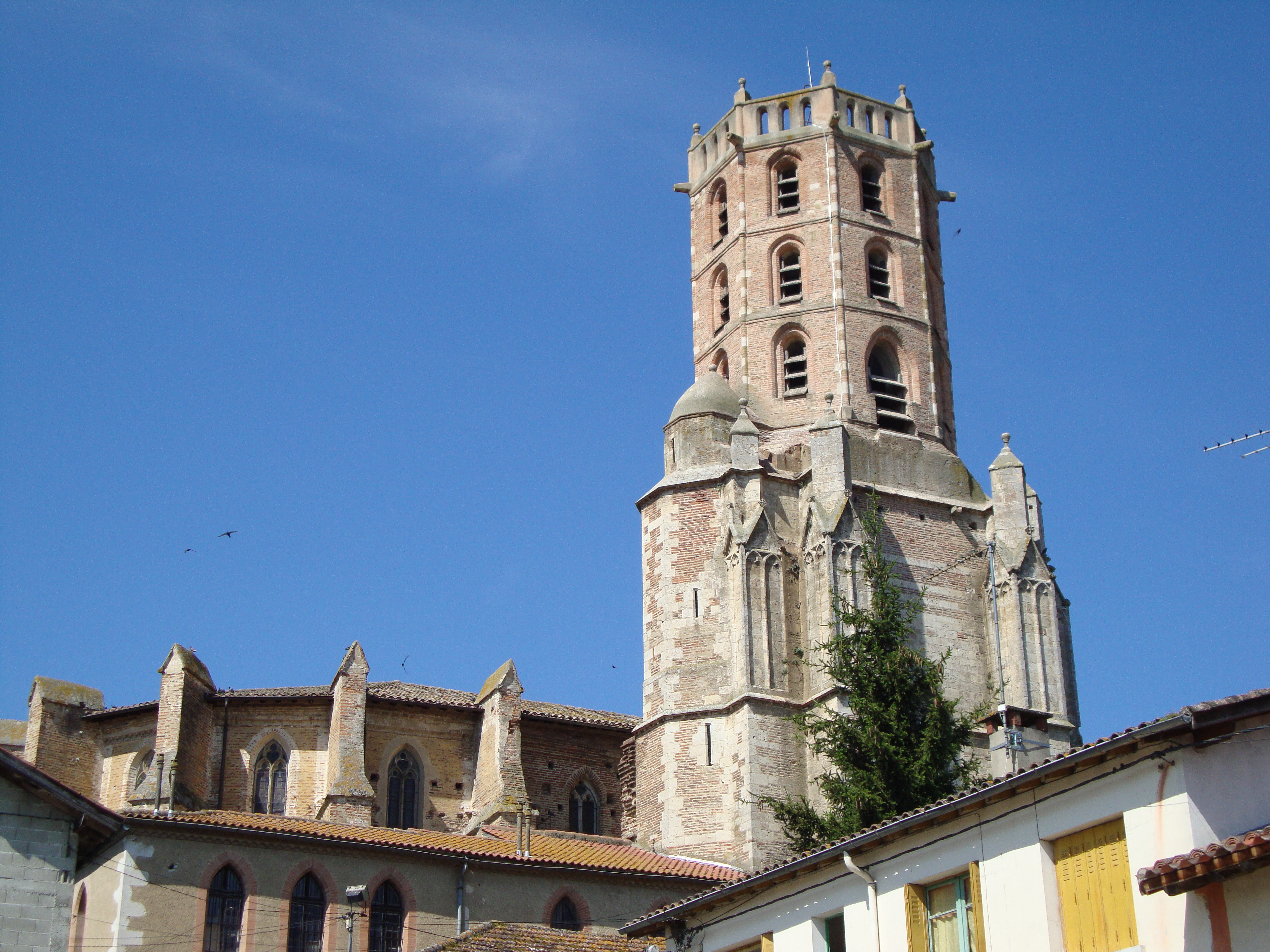
Kirche Notre-Dame
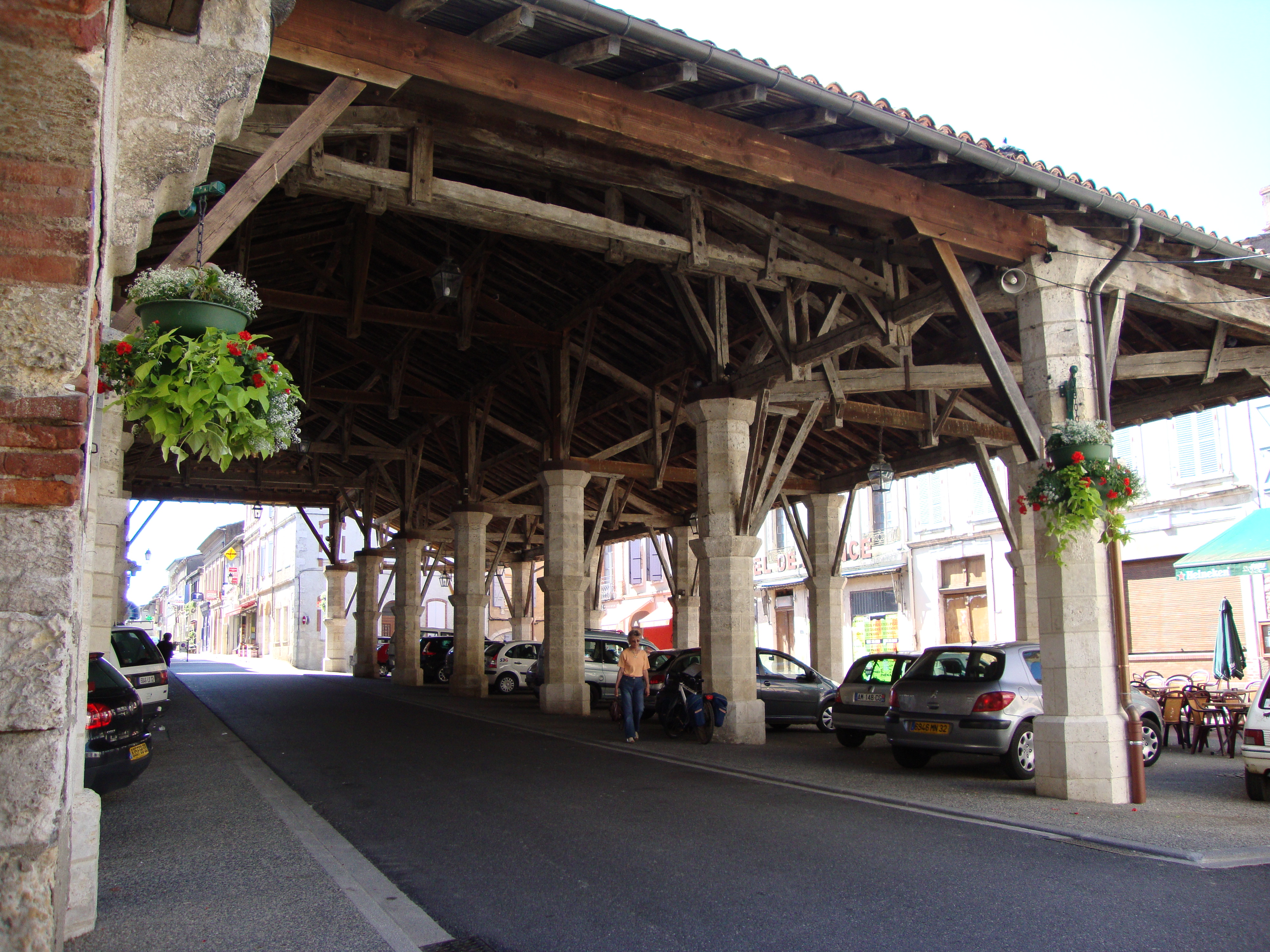
Ehemalige Markthalle
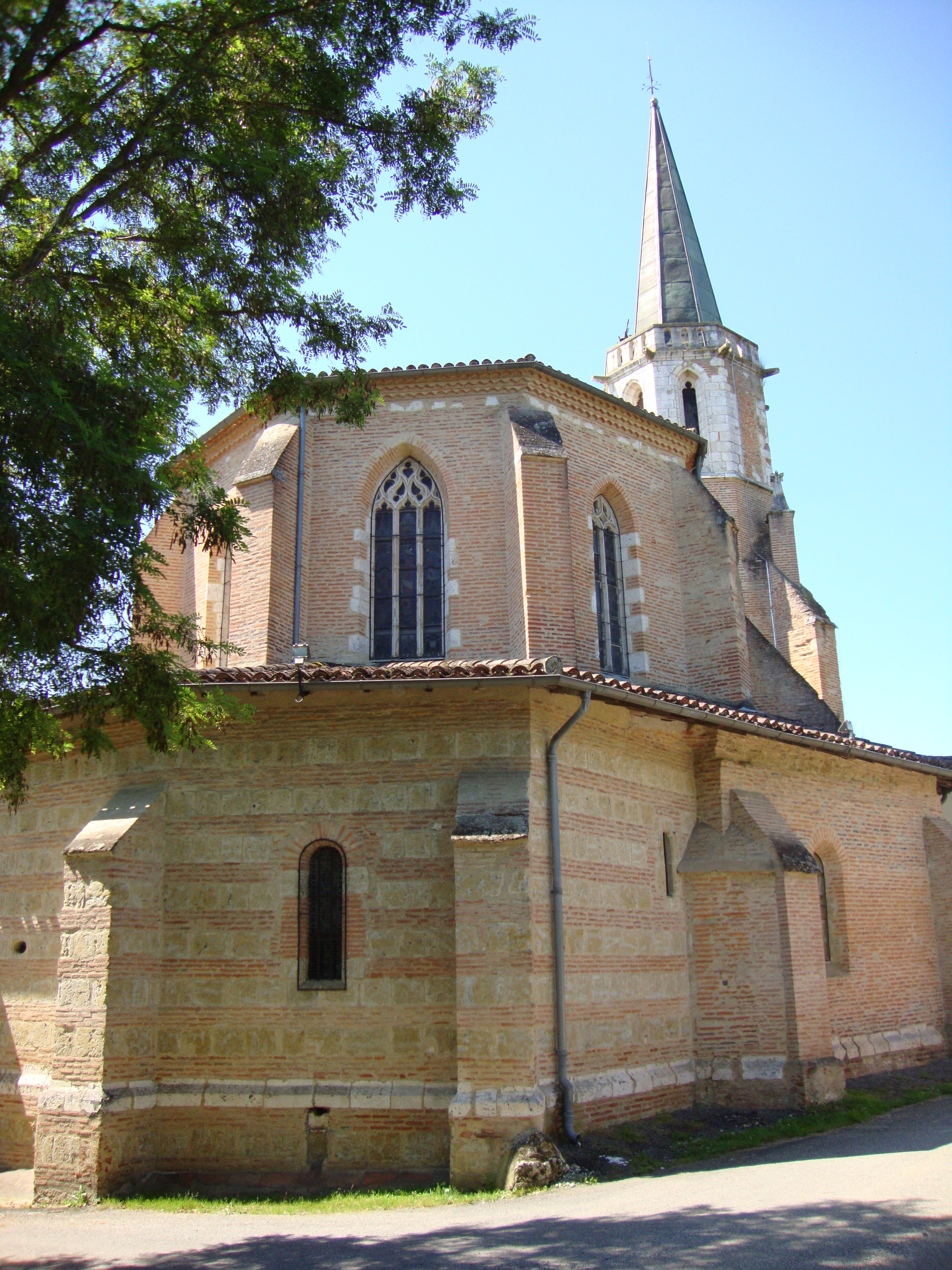
Kapelle Notre-Dame de Cahuzac

## Persönlichkeiten
- Pierre de Marcassus (1584–1664), Schriftsteller und Übersetzer